# Wang Fan
Dans ce nom chinois, le nom de famille, Wang, précède le nom personnel.
Pour les articles homonymes, voir Wang (patronyme).
Wang Fan (228-266, prénom social Yongyuan), est un fonctionnaire, mathématicien et astronome chinois du l'est Wu au cours de la période des Trois Royaumes de Chine.

## Biographie
Wang Fan est originaire de la Commanderie de Lujiang (廬江郡), qui est située au sud-ouest de l'actuelle Xian de Lujiang, dans la province d'Anhui. Il a commencé sa carrière à Wu comme un Gentilhomme de l'Écriture (Gentleman of Writing, 尚書郎) pendant le règne du premier empereur Wu Sun Quan ou celui du deuxième empereur Wu Sun Liang, mais a été démis de ses fonctions.
Pendant le règne du troisième empereur Wu Sun Xiu, Wang Fan sert en tant que Central Regular Mounted Attendant (散騎中常侍) aux côtés de He Shao, Xue Ying (en) et Yu Si (en), et bénéficie d'une nomination en tant que commandant en chef de l'escorte de cavalerie (駙馬都尉). Il a reçu beaucoup d'éloges de ses contemporains. Quand le gouvernement Wu l'a envoyé comme ambassadeur dans le Royaume de Shu, état allié des Wu, il est aussi très apprécié par le gouvernement Shu. À son retour à Wu, il sert comme superviseur militaire à la garnison militaire Wu dans Xiakou (夏口).
Pendant le règne du quatrième et dernier empereur Wu Sun Hao, Wang Fan est devenu Regular Attendant (常侍), aux côtés de Wan Yu (en). Bien qu'il ait été initialement proche de Sun Hao, il devient progressivement éloigné de l'empereur, d'une part parce que les autres fonctionnaires le calomnient devant l'empereur, et d'autre part parce qu'il critique ouvertement le comportement scandaleux de l'empereur. En 266, il offense Sun Hao et finit par perdre sa tête. Sun Hao exile aussi sa famille dans la distante province Guang du sud. Lu Kai (en), le Chancelier impérial de Wu au cours du règne de Sun Hao, a déploré la fin malheureuse de Wang Fan.
Wang Fan avait deux frères, Wang Zhu (王著) et Wang Yan (王延), qui étaient également des hommes instruits bien connus à Wu. Tous deux ont été tués au cours d'une rébellion commencée par Guo Ma (郭馬) en 279, qui a été l'un des événements ayant conduit à la chute de Wu en 280.

## Contributions aux mathématiques et à l'astronomie
Wang Fan était versé dans les mathématiques et l'astronomie. Il a calculé la distance du Soleil à la Terre, mais sa modélisation géométrique n'était pas correcte. En outre, il a donné la valeur numérique de π comme 142 / 45 = 3.155... , ce qui n'était pas aussi précis que celle donnée par le mathématicien Liu Hui, qui a vécu à la même époque que lui.